# Amiota amputata
Amiota amputata (лат.) — вид мелких плодовых мушек рода Amiota из подсемейства Steganinae (Drosophilidae, Diptera). Встречаются в Северной Америке: Мексика и США. Видовое название происходит от латинского слова amputata, означающее «обрезанный» или «ампутированный», в связи с тем, что зубцы на внешних парафизах похожи на колючки, которые гораздо длиннее у других близкородственных видов.

## Описание
Мелкие плодовые мушки-дрозофилиды (длина от 1,51 до 1,71 мм), тёмно-коричневые, ноги жёлтые. Наружный парафизис латерально уплощён, с крючком на дистальном конце, 2 короткими тупыми шипами вдоль средней части дорсального края, основание мелкопильчатое; внутренний парафизис утрачен. Отметина под основанием крыла заметная, крупная, молочно-белая, края чётко очерчены. Жужжальца жёлтые.